# 蒂尔施泰因
蒂尔施泰因是德国巴伐利亚州的一个市镇。总面积12.93平方公里，总人口1190人，其中男性588人，女性602人（2011年12月31日），人口密度92人/平方公里。